# Lepturges confluens
Lepturges confluens är en skalbaggsart som först beskrevs av Samuel Stehman Haldeman 1847.  Lepturges confluens ingår i släktet Lepturges och familjen långhorningar. Inga underarter finns listade i Catalogue of Life.